# Ludwik Silberstein
Ludwik Silberstein (Warschau, 17 mei 1872 – 17 januari 1948)  was een Pools/Amerikaans natuurkundige die met boeken en lezingen heeft bijgedragen aan de verspreiding  van de relativiteitstheorie.

## Studie in Polen en Duitsland
Ludwik werd geboren als zoon van Samuel Silberstein en Emily Steinkalk. Hij studeerde te Krakau, Heidelberg en Berlijn. 

## Professor in Italië
Hij gaf van 1899 tot 1904 les te Bologna en dan aan de Universiteit Sapienza Rome.
In 1907 publiceerde hij “Elektromagnetische Grundgleichungen in bivectorielle Behandlung” in Annalen der Physik, waarin hij de complexe Riemann–Silberstein vector E + iB invoerde, met E het vectorveld van de elektrische veldsterkte, B het vectorveld van de magnetische veldsterkte en i de imaginaire eenheid (i² = –1).

## Uitwijking naar de Verenigde Staten
In 1920 week hij uit naar de Verenigde staten om er te werken voor Eastman Kodak in Rochester (New York). Hij gaf tegelijk lezingen over relativiteitstheorie aan de Universiteit van Chicago en de Cornell-universiteit.
Op het Internationaal Wiskundecongres in 1912 op de Universiteit van Cambridge gaf Silberstein een uiteenzetting over toepassing van quaternionen: "Some Applications of Quaternions", die in Philosophical Magazine van mei 1912 verscheen met als titel "Quaternionic form of Relativity"..

## Boek over relativiteitstheorie
In 1913 gaf Macmillan zijn boek The Theory of Relativity uit over de speciale relativiteitstheorie.
Nature publiceerde volgende naamloze review:
"Een systematische uiteenzetting van het beginsel van relativiteit bestaat  noodzakelijkerwijze hoofdzakelijk uit het bewijs van invariante eigenschappen van bepaalde wiskundige relaties. Vandaar lijkt het noodzakelijk ietwat oninteressant voor de proefondervindelijke natuurkundige... weinig is gedaan om de ongelukkige indruk weg te werken dat relativiteit speelgoed is van de wiskundige en niet iets voor de alledaagse natuurkundige."
Morris Raphael Cohen schreef in Philosophical Review
"Dr. Silberstein neigt er niet toe om de revolutionaire aard van de nieuwe ideeën te benadrukken, maar is eerder bekommerd om hun nauw verband te tonen met oudere ideeën."
Maurice Solovine schreef in Revue philosophique de la France et de l'étranger
"Silberstein onderwierp het principe van relativiteit aan een uitputtend onderzoek in samenhang met en met betrekking tot de belangrijkste eigentijdse vraagstukken van de wiskundige natuurkunde."
Naar aanleiding van dit boek nodigde J.C. McLennan van de Universiteit van Toronto hem uit om in januari 1921 18 lezingen te geven over Special and Generalized Theories of Relativity and Gravitation . De lezingen beïnvloedden John Lighton Synge en Georges Lemaître. Die lezingen werd in 1922 gebundeld als The Theory of General Relativity and Gravitation. 
In 1924 volgde een uitgebreide tweede uitgave van het boek, waarin hij ook de algemene relativiteitstheorie behandelde.

## Geschil met Einstein
Op 1 februari 1935 publiceerde Silberstein in Physical Review Two-Centers Solution of the Gravitational Field Equations, and the Need for a Reformed Theory of Matter waarin hij de algemene relativiteitstheorie onjuist bevond. Albert Einstein en Nathan Rosen publiceerden op 1 februari 1936 in hetzelfde tijdschrift hun antwoord  Two-Body Problem in General Relativity,  waarin ze een denkfout van Silberstein aantoonden. Silberstein publiceerde op 7 maart 1936 Fatal blow to relativity issued here in The Evening Telegram van Toronto. Uiteindelijk bleek dat Einstein gelijk had en Silberstein er dus naast zat.

## Boeken
- Vectorial Mechanics, Macmillan & Co, Londen 1913; 2e uitgave 1926.[4]
- The Theory of Relativity, Macmillan & Co, Londen 1914; 2e uitgebreide uitgave 1924.[5]
- Elements of the Electromagnetic Theory of Light, Longmans, Green & Co, Londen 1918[6]
- Simplified Method of Tracing Rays Through Any Optical System of Lenses, Prisms, and Mirrors, Longmans, Green & Co, Londen 1918 1918[7]
- Elements of Vector Algebra, Longmans, Green & Co 1919 Londen[8]
- Report on the Quantum Theory of Spectra, Adam Hilger, Londen 1920[9]
- The Theory of General Relativity and Gravitation, Van Nostrand Co, New York 1924[10]
- The Size of the Universe, Oxford University Press, Londen 1930
- Causality: A Law of Nature or a Maxim of the Naturalist? Macmillan & Co, Londen 1933
- Quantum Theory of Photographic Exposure, Philosophical Magazine 1922[11]